# Пинская резня
Пинская резня — массовая казнь 35 еврейских жителей Пинска, проведённая 5 апреля 1919 года польскими войсками. Польский командующий «стремился запугать еврейское население», заявив, что два солдата-еврея предупредили его о возможном восстании большевиков. Событие произошло на начальном этапе советско-польской войны, после того как польская армия захватила Пинск. Казнённые евреи были арестованы после собрания в сионистском центре, на котором обсуждалось распределение американской гуманитарной помощи: поляки назвали это собрание «незаконным». Уполномоченный польский офицер приказал казнить арестованных без суда, опасаясь нападения, и получив информацию о цели собрания основаную на слухах. Его решение было одобрено высокопоставленными польскими офицерами, но подверглось широкой критике со стороны международной общественности.

## Массовая казнь
Битва за Пинск была выиграна генералом Антонием Лисовским, командующим польской армией в Подляшском воеводстве. Город был захвачен с большими человеческими потерями 35-м пехотным полком, под командованием майора Александра Нарбут-Лучинского, заставившего большевиков отступить на другой берег реки. Однако, до своего отхода, большевики организовали из местных крестьян и молодых еврейских коммунистов, небольшой, но боеспособный отряд народного ополчения, члены которого продолжили сопротивление полякам.
В Пинске была создана временная гражданская администрация, но продолжались военные действия. Были случаи, когда польских солдат выслеживали и убивали. 5 апреля 1919 года, семьдесят пять еврейских жителей города встретились в местном сионистском центре, чтобы, по свидетельству очевидцев, обсудить распределение американской гуманитарной помощи. В то время общественные собрания были запрещены, поскольку всё ещё происходили перестрелки, а сам город недавно находился под контролем большевиков. Когда майор Нарбут-Лучинский узнал, что собрание было большевистским, он вначале приказал арестовать организаторов собрания. Ночью накануне события двое солдат-евреев, Даниэль Козак и Мотель Колкер, сообщили, что им предлагали взятку, чтобы они в местной синагоге присоединились к большевистскому заговору. Комендант города, опасаясь восстания, о котором у него не было сведений, приказал расстрелять заложников. В течение часа тридцать пять задержанных были приведены к стенам местного кафедрального собора, где были казнены расстрельным отрядом, состоявшим из польских солдат. Утверждалось, что некоторые мужчины и женщины были раздеты и избиты.
По словам историка Нормана Дэвиса казнь проводилась с целью устрашения тех, кто планировал дальнейшие беспорядки. Дэвис отмечает, что точный характер встречи никогда не выяснялся, и она описывается по-разному: как собрание комитета по распределению гуманитарной помощи, большевистской ячейки или местного кооператива.

## Первоначальные сообщения
Первоначальные сообщения о резне, в которых повторялись утверждения о том, что жертвы были заговорщиками-большевиками, были основаны на показаниях американского следователя, д-ра Франтишка (Фрэнсиса) Фрончака, бывшего уполномоченного отдела здравоохранения в Буффало. Фрончак стал членом Польского национального комитета в Париже, где он руководил Отделом общественного благосостояния организации, помогая тысячам беженцев. Он прибыл в Европу в мае 1918 года с разрешения Государственного департамента. Вернувшись домой, он был руководителем Национального польского департамента Америки, крупной организации польско-американских эмигрантов. По прибытии, он представился местным властям в качестве подполковника миссии Американского Красного Креста, направленного для изучения условий в местных больницах. Не являясь очевидцем, Фрончак принял утверждения Лучинского о том, что собрание по распределению гуманитарной помощи на самом деле было сходкой большевиков, предпринятой для получения оружия и уничтожения небольшого польского гарнизона в Пинске. Сам он утверждал, что когда подошли польские войска, он слышал выстрелы из зала для еврейских собраний. Он также утверждал, что услышал признание от смертельно раненого еврея, когда прибыл на городскую площадь, где происходила казнь. Первоначальные телеграммы о массовых убийствах и польские военные отчёты, обелявшие польские военные власти от любых правонарушений и осуждавшие еврейских жертв, были основаны главным образом на показаниях Фрончака.
Версия событий, на которую ссылается польский сейм, основана на докладе Барнета Цукермана, представителя Американского еврейского объединённого распределительного комитета, опросившего выживших в день резни. В то время он отвечал за доставку чрезвычайной помощи комитета и вёл переговоры о том, как правильно её распределить. Вместо того, чтобы лично расследовать этот вопрос, он, как только узнал о случившемся, отправился из Бреста в Варшаву, где опубликовал свою версию событий под названием «Резня невинных гражданских лиц».
Несмотря на попытки польских властей скрыть эту историю, сообщения об инциденте в международной прессе вызвали скандал, который мог иметь серьёзные последствия.

## Реакция на события

### В польской армии
Польский командующий, генерал Антоний Листовский заявил, что это было собрание большевиков, и что еврейское население напало на польские войска. Общая напряжённость военной кампании была выдвинута в качестве оправдания преступления. В своём приказе населению Пинска от 7 апреля 1919, то есть через два дня после произошедшего, Лисовский оправдывал бойню, поскольку «евреи города были виновны в преступлении вопиющей неблагодарности».
Польские военные отказались предоставить следователям доступ к документам, а офицеры и солдаты не были наказаны. Майор Лучинский не был обвинён ни в каких проступках и был в конечном итоге переведён и получил звания полковника (1919) и генерала (1924) польской армии. События были подвергнуты критике в сейме, но представители польской армии отрицали какие-либо правонарушения.

### Международная реакция
В западной прессе того времени резню называли польским погромом в Пинске, и она привлекла внимание общественности. По запросу польских властей к президенту Вильсону в Польшу была направлена американская комиссия для расследования характера предполагаемых злодеяний. Комиссия, возглавляемая еврейско-американским дипломатом Генри Моргенто-старшим, опубликовала 3 октября 1919 года Доклад Моргенто. Согласно выводам этой комиссии, в результате этого и связанных с ним инцидентов погибли в общей сложности около 300 евреев. Комиссия также подвергла резкой критике действия майора Лучинского и его командования в связи с расследованием событий в Пинске. В то же время другая комиссия определила, что причина этих событий не может быть отнесена к антисемитизму, а представитель США лейтенант Фостер заявил, что действия майора Лучинского были оправданы обстоятельствами.
Моргенто позже рассказал о резне в своей автобиографии, где он написал:

Кто были эти тридцать пять жертв? Они были лидерами местной еврейской общины, духовными и моральными лидерами 5000 евреев в городе, восемьдесят пять процентов которого были евреями. Они были организаторами благотворительных организаций, директорами больниц, друзьями бедных. И всё же, для этого невероятно жестокого и ещё более невероятно глупого офицера, который приказал их казнить, они были всего лишь какими-то евреями

### Память
В 1926 году эмигрантами из Пинска в Подмандатную Палестину в память о жертвах Пинской резни был основан кибуц Геват (Гват)

## Полемика
Английский историк Норман Дэвис поставил под сомнение вопрос, было ли собрание явно разрешено, и отмечает, что «характер незаконного собрания, по-разному описываемого как большевистская ячейка, собрание местного кооператива или собрание местного комитета по распределению гуманитарной помощи никогда не был выяснен». Американский историк Ричард Лукас описал Пинскую резню как «казнь тридцати пяти большевистских преступников … оправданную в глазах американского следователя», в то же время как Дэвид Энгель отметил, что доклад Моргенто, краткое изложение американского расследования в Пинске и других массовых убийств, проведённых Генри Моргенто противоречит сообщениям Дэвиса и Лукаса. Моргенто в своём отчёте по поводу событий в Пинске, отмечает, что в отношении утверждений польских властей о том, что это собрание было большевистской сходкой,

Мы убеждены, что на этой встрече не было упомянуто никаких аргументов большевистского характера. Хотя признаётся, что некоторые сведения о большевистской деятельности в Пинске были сообщены двумя еврейскими солдатами, мы убеждены, что майор Лучинский, комендант города, проявил предосудительную и легкомысленную готовность верить в такие непроверенные утверждения и на этой недостаточной основе принял непростительно решительные действия против уважаемых граждан, чей лояльный характер мог был немедленно установлен путём консультации с любым известным жителем-неевреем.

В докладе также указывалось, что официальные заявления генерала Антония Листовского, командующего польской группировкой, о том, что польские войска подверглись нападению со стороны евреев, «лишены основания».
В любом случае, Дэвис пришёл к выводу, что «[эта тема] хорошо подходила для сенсационных заголовков … публичность плохо отразилась на польской армии [и] подтвердила популярную во всём мире идею, о том, что все польские солдаты являются антисемитами, а все большевики — евреями».